# Є
Є, є (cursiva Є, є) es una letra cirílica del alfabeto ucraniano.

## Orígenes
En antiguo eslavo oriental representa la vocal /e/ sin palatización (la /e/ palatal en antiguo eslavo oriental se representa con la letra Ѥ) y es intercambiable con Е como variante tipográfica. Muy raramente se usa antes de una consonante.

## Uso
Esta letra se utiliza actualmente en ucraniano y rusino en los que representa el sonido vocálico iotizado /je/ y el palatado /e/.

### Sistema numeral cirílico
En la antigüedad, en el sistema numeral cirílico, esta letra tenía el valor numérico 5.

## Tabla de códigos
| Codificación de caracteres | Tipo      | Decimal | Hexadecimal | Octal  | Binario             |
| -------------------------- | --------- | ------- | ----------- | ------ | ------------------- |
| Unicode                    | Mayúscula | 1028    | 0404        | 002004 | 0000 0100 0000 0100 |
| Unicode                    | Minúscula | 1108    | 0454        | 002124 | 0000 0100 0101 0100 |
| ISO 8859-5                 | Mayúscula | 164     | A4          | 244    | 1010 0100           |
| ISO 8859-5                 | Minúscula | 244     | F4          | 364    | 1111 0100           |
| KOI 8                      | Mayúscula | 180     | B4          | 264    | 1011 0100           |
| KOI 8                      | Minúscula | 164     | A4          | 244    | 1010 0100           |
| Windows 1251               | Mayúscula | 170     | AA          | 252    | 1010 1010           |
| Windows 1251               | Minúscula | 186     | BA          | 272    | 1011 1010           |
Sus códigos HTML son: &#1028; o &#x404; para la minúscula y &#1108; o &#x454; para la minúscula.